# Kostel našeho Spasitele (Kodaň)
Kostel našeho Spasitele (dánsky: Vor Frelsers Kirke) je barokní kostel v dánském hlavním městě Kodani. Proslavil ho zejména pozoruhodný architektonický prvek: vnější točité schodiště obepínající hlavní věž, po kterém lze vystoupat na vrchol a prohlédnout si střed Kodaně z výšky 90 metrů. Na vrchol věže vede celkem 400 schodů, posledních 150 je exteriérových. Kostel je také známý svou zvonkohrou, která hraje melodie každou hodinu od 8 hodin ráno do půlnoci. Chrám využívá luterská Dánská národní církev.
Stavba kostela podle návrhu Lamberta van Havena začala v roce 1682. Kostel byl slavnostně otevřen o 14 let později, v roce 1695, ale důležité prvky interiéru, jako je oltář, měly jen provizorní charakter a chyběla také věž. Obrovské varhany s pozlaceným monogramem krále Kristiana V. postavili bratři Botzenové v letech 1698 až 1700. Mají více než 4000 píšťal. Kostel získal svůj stálý oltář až v roce 1732, je dílem Nikodéma Tessina mladšího. Plány na stavbu věže byly revitalizovány až v roce 1747 za vlády Frederika V. Novým architektem byl Lauritz de Thurah. Brzy opustil původní van Havenův návrh ve prospěch svého vlastního projektu unikátní věže obepnuté schodištěm. V roce 1752 byla věž dokončena a král na ni vyšplhal při slavnostní ceremonii 28. srpna. Kostel je postaven ve stylu holandského baroka, a to na půdorysu řeckého kříže. Věž je zakončena pozlacený glóbem, na němž stojí čtyři metry vysoká postava Krista nesoucího prapor. Má neslavnou pověst jako nejošklivější socha v Kodani, ale je záměrně vyrobena s přehnanými proporcemi, protože je určena pouze k pozorování z velké vzdálenosti.
Velmi oblíbená legenda říká, že architekt se zabil skokem z vrcholu věže, když si uvědomil, že spirála schodiště se otáčí špatným směrem - proti směru hodinových ručiček. Konstruktér spirálové věže Thurah však zemřel ve své posteli sedm let po dokončení stavby, a v písemných pramenech není nic, co by naznačovalo, že by byl se svou prací nespokojený. Kostel je zmiňován i ve Vernově románu Cesta do středu Země. Věž kostela je turistickou atrakcí, každý rok na ni vyšplhá 200 tisíc lidí.